# Kin Endate
Kin Endate (円館 金 Endate Kin?, n. 15 decembrie 1960, Iwaizumi⁠(d), Prefectura Iwate, Japonia) este un astronom amator japonez care a descoperit 600 de asteroizi (571 împreună cu Kazuro Watanabe și 29 separat ), fiind printre cei mai prolifici descoperitori de planete minore. Printre descoperirile sale se numără și un asteroid troian ((5648) 1990 VU1) și un asteroid care intersectează orbita lui Marte (6500 Kodaira). De asemenea a înregistrat prima imagine precovery a cometei Shoemaker-Levy 9 cu un telescop privat cu diametrul de 10-inch (25 cm) la 15 martie 1993 înainte de descoperirea oficială a cometei. (Kin, care căuta doar asteroizi, nu și-a dat seama că este o cometă înainte de anunțul descoperirii oficiale.) 
Doi asteroizi au fost numiți în onoarea sa: 4282 Endate și 4460 Bihoro, ultimul a fost numit după orașul în care trăiește.
S-a născut la Iwaizumi în Prefectura Iwate și a studiat fotografia la Școala de designeri din Hokkaido. A început să facă astrofotografii în liceu, dar nu s-a apucat de observații serioase decât din 1986.